# Bhedaghat
Bhedaghat là một thị xã và là một nagar panchayat của quận Jabalpur thuộc bang Madhya Pradesh, Ấn Độ.

## Nhân khẩu
Theo điều tra dân số năm 2001 của Ấn Độ, Bhedaghat có dân số 1840 người. Phái nam chiếm 53% tổng số dân và phái nữ chiếm 47%. Bhedaghat có tỷ lệ 63% biết đọc biết viết, cao hơn tỷ lệ trung bình toàn quốc là 59,5%: tỷ lệ cho phái nam là 71%, và tỷ lệ cho phái nữ là 53%. Tại Bhedaghat, 16% dân số nhỏ hơn 6 tuổi.